# Zalaegerszeg
Zalaegerszeg [ˈzɒlɒɛɡɛrsɛɡ]ⓘ es una ciudad al oeste de Hungría situada cerca de las fronteras de Austria, Eslovenia y Croacia. Es la capital del condado de Zala. Se extiende por las dos orillas del río Zala.

## Geografía
La ciudad se encuentra en el condado de Zala, al oeste de la llanura Panónica, a medio camino entre el lago Balaton y la frontera austríaca. A 220 km al oeste-suroeste de Budapest.

## Ciudades hermanadas
Zalaegerszeg está hermanada con:
- Klagenfurt (Austria)
- Zenica (Bosnia y Herzegovina)
- Dobric (Bulgaria)
- Varaždin (Croacia)
- Varkaus (Finlandia)
- Kusel (Alemania)
- Marl (Alemania)
- Gorizia (Italia)
- Krosno (Polonia)
- Târgu Mures (Rumanía)
- Surgut (Rusia)
- Lendava (Eslovenia)
- Jerson (Ucrania)